# Драчевка (Ростовская область)
Драчевка — хутор в Кашарском районе Ростовской области.
Входит в состав Первомайского сельского поселения.

## География

### Улицы
- ул. Луговая,
- ул. Маслозаводская,
- ул. Средняя,
- ул. Центральная,
- ул. Южная.

## Население
| 2010 |
| ---- |
| 282  |